# Міллертаун
Міллертаун (англ. Millertown) — містечко в Канаді, у провінції Ньюфаундленд і Лабрадор.

## Населення
За даними перепису 2016 року, містечко нараховувало 81 особу, показавши скорочення на 18,2 %, порівняно з 2011 роком. Середня густина населення становила 25 осіб/км².
З офіційних мов обидвома одночасно не володів жоден з жителів, тільки англійською — 80.
Працездатне населення становило 50 % усього населення, усі були зайняті. 66,7 % осіб були найманими працівниками, а 0 % — самозайнятими.

## Клімат
Середня річна температура становить 3,5 °C, середня максимальна — 19,5 °C, а середня мінімальна — −14,7 °C. Середня річна кількість опадів — 1 098 мм.
| Клімат поселення                              | Клімат поселення | Клімат поселення | Клімат поселення | Клімат поселення | Клімат поселення | Клімат поселення | Клімат поселення | Клімат поселення | Клімат поселення | Клімат поселення | Клімат поселення | Клімат поселення | Клімат поселення |
| Показник                                      | Січ.             | Лют.             | Бер.             | Квіт.            | Трав.            | Черв.            | Лип.             | Серп.            | Вер.             | Жовт.            | Лист.            | Груд.            |                  |
| Середній максимум, °C                         | −2,49            | −3,65            | 0,77             | 6,40             | 11,97            | 16,95            | 19,50            | 18,85            | 14,44            | 9,10             | 4,17             | −1,38            |                  |
| Середня температура, °C                       | −8,04            | −9,19            | −4,78            | 0,85             | 6,42             | 11,40            | 16,18            | 15,53            | 11,11            | 5,78             | 0,84             | −4,7             |                  |
| Середній мінімум, °C                          | −13,58           | −14,74           | −10,33           | −4,69            | 0,87             | 5,86             | 12,85            | 12,19            | 7,78             | 2,45             | −2,5             | −8,02            |                  |
| Норма опадів, мм                              | 95               | 85               | 84               | 72               | 75               | 87               | 89               | 103              | 97               | 103              | 106              | 102              |                  |
| Середньомісячна швидкість вітру, м/с          | 5.12             | 4.85             | 4.87             | 4.46             | 4.00             | 3.60             | 3.46             | 3.40             | 3.68             | 4.00             | 4.50             | 4.89             |                  |
| Середньомісячна сонячна радіація, кДж/м²·день | 3753             | 6722             | 10917            | 14377            | 17544            | 18979            | 18666            | 15745            | 11660            | 7005             | 3906             | 2789             |                  |
| --------------------------------------------- | ---------------- | ---------------- | ---------------- | ---------------- | ---------------- | ---------------- | ---------------- | ---------------- | ---------------- | ---------------- | ---------------- | ---------------- | ---------------- |
| Джерело:                                      |                  |                  |                  |                  |                  |                  |                  |                  |                  |                  |                  |                  |                  |